# Clarence Darrow
Clarence Seward Darrow (n. 18 aprilie 1857, Kinsman Township⁠(d), Ohio, SUA – d. 13 martie 1938, Chicago, Illinois, SUA) a fost un avocat american, membru al organizației „American Civil Liberties Union”.
A devenit renumit prin câteva procese celebre ca de exemplu cazul Leopold și Loeb și ca apărător a lui John Thomas Scopes în așa-numitul "Proces Scopes" în fața procurorului renumit, William Jennings Bryan, proces care ulterior a fost ecranizat sub numele de Procesul maimuțelor. Darrow era cunoscut ca un om de o inteligență deosebită, adept al agnosticismului.